# بارك سون يونغ
بارك سون يونغ (هانغل: 박선영) هي ممثلة كورية جنوبية، ولدت في 21 أغسطس 1976 في كوريا الجنوبية.

## وصلات خارجية
- بارك سون يونغ على موقع IMDb (الإنجليزية)
- بارك سون يونغ على موقع قاعدة بيانات الفيلم (الإنجليزية)